# 2016-os labdarúgó-Európa-bajnokság (F csoport)
A 2016-os labdarúgó-Európa-bajnokság F csoportjának mérkőzéseit 2016. június 14-e és 2016. június 22-e között játszották le. A csoport négy tagja: Ausztria, az újonc Izland, Magyarország és Portugália. A csoportból Magyarország, Izland és egyik csoportharmadikként Portugália jutott tovább, Ausztria kiesett.

## Tabella
| Hely. | Csapat       | M | Gy | D | V | G+ | G– | Gk | P | Továbbjutás                                |
| ----- | ------------ | - | -- | - | - | -- | -- | -- | - | ------------------------------------------ |
| 1.    | Magyarország | 3 | 1  | 2 | 0 | 6  | 4  | +2 | 5 | Továbbjutott az egyenes kieséses szakaszba |
| 2.    | Izland       | 3 | 1  | 2 | 0 | 4  | 3  | +1 | 5 | Továbbjutott az egyenes kieséses szakaszba |
| 3.    | Portugália   | 3 | 0  | 3 | 0 | 4  | 4  | 0  | 3 | Továbbjutott az egyenes kieséses szakaszba |
| 4.    | Ausztria     | 3 | 0  | 1 | 2 | 1  | 4  | −3 | 1 |                                            |

1. 1 2  Az egymás elleni eredmény döntetlen (Izland 1–1 Magyarország). Az összes gólkülönbség döntött.

## Mérkőzések
Az időpontok helyi idő szerint (UTC+2) vannak feltüntetve.
Használt rövidítések (magyar rövidítés – angol rövidítés – poszt):
| - KA – GK – kapus - V – DF – hátvéd - S – SW – söprögető - JV – RB – jobb oldali védő - KV – CB – középső védő - BV – LB – bal oldali védő - JSZV – RWB – jobb szélső védő - BSZV – LWB – bal szélső védő | - KP – MF – középpályás - VKP – DM – védekező középpályás - BKP – LM – bal oldali középpályás - KKP – CM – középső középpályás - JKP – RM – jobb oldali középpályás | - JSZ – RW – jobb szélső - BSZ – LW – bal szélső - TKP – AM – támadó középpályás | - CS – ST, FW – csatár - JCS – RF – jobb oldali csatár - KCS – CF – középső csatár - BCS – LF – bal oldali csatár |

### Ausztria – Magyarország
| 2016. június 14. 18:00 |

| Ausztria | 0–2               | Magyarország           |
| -------- | ----------------- | ---------------------- |
|          | (0–0) Jegyzőkönyv | Szalai 62' Stieber 87' |

| Stade Bordeaux-Atlantique, Bordeaux Nézőszám: 34 424 Játékvezető: Clément Turpin (francia) |

| Ausztria | Magyarország |

| KA                   | 1  | Robert Almer          |          |
| JV                   | 17 | Florian Klein         |          |
| KV                   | 3  | Aleksandar Dragović   | 34′, 66′ |
| KV                   | 4  | Martin Hinteregger    |          |
| BV                   | 5  | Christian Fuchs (csk) |          |
| KKP                  | 14 | Julian Baumgartlinger |          |
| KKP                  | 8  | David Alaba           |          |
| JSZ                  | 11 | Martin Harnik 77'     |          |
| TKP                  | 10 | Zlatko Junuzović 59'  |          |
| BSZ                  | 7  | Marko Arnautović      |          |
| KCS                  | 21 | Marc Janko 65'        |          |
| Cserék:              |    |                       |          |
| TKP                  | 20 | Marcel Sabitzer 59'   |          |
| KCS                  | 20 | Rubin Okotie 65'      |          |
| JSZ                  | 18 | Alessandro Schöpf 77' |          |
| Szövetségi kapitány: |    |                       |          |
| Marcel Koller        |    |                       |          |

| KA                   | 1  | Király Gábor             |
| JV                   | 5  | Fiola Attila             |
| KV                   | 20 | Guzmics Richárd          |
| KV                   | 2  | Lang Ádám                |
| BV                   | 4  | Kádár Tamás              |
| VKP                  | 10 | Gera Zoltán              |
| JSZ                  | 11 | Németh Krisztián 80' 89' |
| KKP                  | 8  | Nagy Ádám                |
| KKP                  | 15 | Kleinheisler László 79'  |
| BSZ                  | 7  | Dzsudzsák Balázs (csk)   |
| KCS                  | 9  | Szalai Ádám 69'          |
| Cserék:              |    |                          |
| KCS                  | 19 | Priskin Tamás 69'        |
| KKP                  | 18 | Stieber Zoltán 79'       |
| KKP                  | 16 | Pintér Ádám 89'          |
| Szövetségi kapitány: |    |                          |
| Bernd Storck         |    |                          |

| A mérkőzés játékosa: Kleinheisler László (Magyarország) Asszisztensek: Frédéric Cano (francia) Nicolas Danos (francia) Negyedik játékvezető: Jesús Gil Manzano (spanyol) Asszisztensek (alapvonali): Benoît Bastien (francia) Fredy Fautrel (francia) Tartalék játékvezető: Roberto Alonso Fernández (spanyol) |

### Portugália – Izland
| 2016. június 14. 21:00 |

| Portugália | 1–1               | Izland           |
| ---------- | ----------------- | ---------------- |
| Nani 31'   | (1–0) Jegyzőkönyv | B. Bjarnason 50' |

| Stade Geoffroy-Guichard, Saint-Étienne Nézőszám: 38 742 Játékvezető: Cüneyt Çakır (török) |

| Portugália | Izland |

| KA                   | 1  | Rui Patrício            |  |     |
| JV                   | 11 | Vieirinha               |  |     |
| KV                   | 6  | Ricardo Carvalho        |  |     |
| KV                   | 3  | Pepe                    |  |     |
| BV                   | 5  | Raphaël Guerreiro       |  |     |
| KKP                  | 10 | João Mário 76'          |  |     |
| KKP                  | 13 | Danilo Pereira          |  |     |
| KKP                  | 15 | André Gomes 84'         |  |     |
| TKP                  | 8  | João Moutinho 71'       |  |     |
| KCS                  | 17 | Nani                    |  |     |
| KCS                  | 7  | Cristiano Ronaldo (csk) |  |     |
| Cserék:              |    |                         |  |     |
| KP                   | 16 | Renato Sanches          |  | 71' |
| CS                   | 20 | Ricardo Quaresma        |  | 76' |
| CS                   | 9  | Éder                    |  | 84' |
| Szövetségi kapitány: |    |                         |  |     |
| Fernando Santos      |    |                         |  |     |

| KA                                   | 1  | Hannes Þór Halldórsson      |       |     |
| JV                                   | 2  | Birkir Már Sævarsson        |       |     |
| KV                                   | 6  | Ragnar Sigurðsson           |       |     |
| KV                                   | 14 | Kári Árnason                |       |     |
| BV                                   | 23 | Ari Freyr Skúlason          |       |     |
| JSZ                                  | 7  | Jóhann Berg Guðmundsson 90' |       |     |
| KKP                                  | 17 | Aron Gunnarsson (csk)       |       |     |
| KKP                                  | 10 | Gylfi Sigurðsson            |       |     |
| BKP                                  | 8  | Birkir Bjarnason 55'        |       |     |
| KCS                                  | 9  | Kolbeinn Sigþórsson 81'     |       |     |
| KCS                                  | 15 | Jón Daði Böðvarsson         |       |     |
| Cserék:                              |    |                             |       |     |
| CS                                   | 11 | Alfreð Finnbogason          | 90+4' | 81' |
| KP                                   | 18 | Theódór Elmar Bjarnason     |       | 90' |
| Szövetségi kapitány:                 |    |                             |       |     |
| Heimir Hallgrímsson & Lars Lagerbäck |    |                             |       |     |

| A mérkőzés játékosa: Nani (Portugália) Asszisztensek: Bahattin Duran (török) Tarık Ongun (török) Negyedik játékvezető: Carlos del Cerro Grande (spanyol) Asszisztensek (alapvonali): Hüseyin Göçek (török) Barış Şimşek (török) Tartalék játékvezető: Juan Carlos Yuste Jiménez (spanyol) |

### Izland – Magyarország
| 2016. június 18. 18:00 |

| Izland                    | 1–1               | Magyarország          |
| ------------------------- | ----------------- | --------------------- |
| Sigurðsson 40' (11-esből) | (1–0) Jegyzőkönyv | Sævarsson 88' (öngól) |

| Stade Vélodrome, Marseille Nézőszám: 60 842 Játékvezető: Szergej Karaszjov (orosz) |

| Izland | Magyarország |

| KA                                   | 1  | Hannes Þór Halldórsson      |
| JV                                   | 2  | Birkir Már Sævarsson 77'    |
| KV                                   | 6  | Ragnar Sigurðsson           |
| KV                                   | 14 | Kári Árnason                |
| BV                                   | 23 | Ari Freyr Skúlason          |
| JSZ                                  | 7  | Jóhann Berg Guðmundsson 42' |
| KKP                                  | 10 | Gylfi Sigurðsson            |
| KKP                                  | 17 | Aron Gunnarsson (csk) 66'   |
| BSZ                                  | 8  | Birkir Bjarnason            |
| CS                                   | 9  | Kolbeinn Sigþórsson 84'     |
| CS                                   | 15 | Jón Daði Böðvarsson 70'     |
| Cserék:                              |    |                             |
| KKP                                  | 20 | Emil Hallfreðsson 66'       |
| CS                                   | 11 | Alfreð Finnbogason 70' 75'  |
| CS                                   | 22 | Eidur Gudjohnsen 84'        |
| Szövetségi kapitány:                 |    |                             |
| Heimir Hallgrímsson & Lars Lagerbäck |    |                             |

| KA                   | 1  | Király Gábor            |
| JV                   | 2  | Lang Ádám               |
| KV                   | 20 | Guzmics Richárd         |
| KV                   | 23 | Juhász Roland 85'       |
| BV                   | 4  | Kádár Tamás 81'         |
| KKP                  | 15 | Kleinheisler László 83' |
| KKP                  | 10 | Gera Zoltán             |
| KKP                  | 8  | Nagy Ádám 90+1'         |
| JSZ                  | 18 | Stieber Zoltán 67'      |
| BSZ                  | 7  | Dzsudzsák Balázs (csk)  |
| CS                   | 19 | Priskin Tamás 67'       |
| Cserék:              |    |                         |
| JSZ                  | 17 | Nikolics Nemanja 67'    |
| CS                   | 13 | Böde Dániel 67'         |
| CS                   | 9  | Szalai Ádám 85'         |
| Szövetségi kapitány: |    |                         |
| Bernd Storck         |    |                         |

| A mérkőzés játékosa: Kolbeinn Sigþórsson (Izland) Asszisztensek: Nyikolaj Golubev (orosz) Tyihon Kalugin (orosz) Negyedik játékvezető: Alekszej Kulbakov (fehérorosz) Asszisztensek (alapvonali): Szergej Lapocskin (orosz) Szergej Ivanov (orosz) Tartalék játékvezető: Vitali Maliutsin (fehérorosz) |

### Portugália – Ausztria
| 2016. június 18. 21:00 |

| Portugália | 0–0         | Ausztria |
| ---------- | ----------- | -------- |
|            | Jegyzőkönyv |          |

| Parc des Princes, Párizs Nézőszám: 44 291 Játékvezető: Nicola Rizzoli (olasz) |

| Portugália | Ausztria |

| KA                   | 1  | Rui Patrício             |
| JV                   | 11 | Vieirinha                |
| KV                   | 3  | Pepe 40'                 |
| KV                   | 6  | Ricardo Carvalho         |
| BV                   | 5  | Raphaël Guerreiro        |
| JKP                  | 20 | Ricardo Quaresma 31' 71' |
| KKP                  | 14 | William Carvalho         |
| KKP                  | 8  | João Moutinho            |
| BKP                  | 15 | André Gomes 83'          |
| CS                   | 17 | Nani 89'                 |
| CS                   | 7  | Cristiano Ronaldo (csk)  |
| Cserék:              |    |                          |
| JKP                  | 10 | João Mário 71'           |
| BKP                  | 9  | Éder 83'                 |
| KKP                  | 18 | Rafa Silva 89'           |
| Szövetségi kapitány: |    |                          |
| Fernando Santos      |    |                          |

| KA                   | 1  | Robert Almer              |
| JV                   | 17 | Florian Klein             |
| KV                   | 15 | Sebastian Prödl           |
| KV                   | 4  | Martin Hinteregger 77'    |
| BV                   | 5  | Christian Fuchs (csk) 60' |
| JKP                  | 11 | Martin Harnik 48'         |
| KKP                  | 6  | Stefan Ilsanker 87'       |
| KKP                  | 14 | Julian Baumgartlinger     |
| BKP                  | 7  | Marko Arnautović          |
| TKP                  | 8  | David Alaba 65'           |
| CS                   | 20 | Marcel Sabitzer 85'       |
| Cserék:              |    |                           |
| TKP                  | 18 | Alessandro Schöpf 65' 86' |
| CS                   | 19 | Lukas Hinterseer 85'      |
| KV                   | 16 | Kevin Wimmer 87'          |
| Szövetségi kapitány: |    |                           |
| Marcel Koller        |    |                           |

| A mérkőzés játékosa: João Moutinho (Portugália) Asszisztensek: Elenito Di Liberatore (olasz) Mauro Tonolini (olasz) Negyedik játékvezető: Alexandru Tudor (román) Asszisztensek (alapvonal): Daniele Orsato (olasz) Antonio Damato (olasz) Tartalék játékvezető: Octavian Şovre (román) |

### Izland – Ausztria
| 2016. június 22. 18:00 |

| Izland                          | 2–1               | Ausztria   |
| ------------------------------- | ----------------- | ---------- |
| Böðvarsson 18' Traustason 90+4' | (1–0) Jegyzőkönyv | Schöpf 60' |

| Stade de France, Saint-Denis Nézőszám: 68 714 Játékvezető: Szymon Marciniak (lengyel) |

| Izland | Ausztria |

| KA                                   | 1  | Hannes Þór Halldórsson 82'  |
| JV                                   | 2  | Birkir Már Sævarsson        |
| KV                                   | 14 | Kári Árnason 78'            |
| KV                                   | 6  | Ragnar Sigurðsson           |
| BV                                   | 23 | Ari Freyr Skúlason 36'      |
| JSZ                                  | 7  | Jóhann Berg Guðmundsson 86' |
| KKF                                  | 17 | Aron Gunnarsson (csk)       |
| KKF                                  | 10 | Gylfi Sigurðsson 52'        |
| BSZ                                  | 8  | Birkir Bjarnason 71'        |
| CS                                   | 15 | Jón Daði Böðvarsson         |
| CS                                   | 9  | Kolbeinn Sigþórsson 80'     |
| Cserék:                              |    |                             |
| BSZ                                  | 18 | Theódór Elmar Bjarnason 71' |
| CS                                   | 21 | Arnór Ingvi Traustason 80'  |
| JSZ                                  | 5  | Sverrir Ingi Ingason 86'    |
| Csapatkapitány:                      |    |                             |
| Heimir Hallgrímsson & Lars Lagerbäck |    |                             |

| KA                   | 1  | Robert Almer          |
| JV                   | 3  | Aleksandar Dragović   |
| KV                   | 15 | Sebastian Prödl 46'   |
| KV                   | 4  | Martin Hinteregger    |
| BV                   | 5  | Christian Fuchs (csk) |
| KKP                  | 6  | Stefan Ilsanker 46'   |
| KKP                  | 14 | Julian Baumgartlinger |
| RW                   | 17 | Florian Klein         |
| JSZ                  | 8  | David Alaba           |
| BSZ                  | 7  | Marko Arnautović      |
| CS                   | 20 | Marcel Sabitzer 78'   |
| Cserék:              |    |                       |
| KKP                  | 21 | Marc Janko 46' 70'    |
| KV                   | 18 | Alessandro Schöpf 46' |
| CS                   | 22 | Jakob Jantscher 78'   |
| Szövetségi kapitány: |    |                       |
| Marcel Koller        |    |                       |

| A mérkőzés játékosa: Kári Árnason (Izland) Asszisztensek: Paweł Sokolnicki (lengyel) Tomasz Listkiewicz (lengyel) Negyedik játékvezető: Mark Clattenburg (angol) Asszisztensek (alapvonal): Paweł Raczkowski (lengyel) Tomasz Musiał (lengyel) Tartalék játékvezető: Simon Beck (angol) |

### Magyarország – Portugália
| 2016. június 22. 18:00 |

| Magyarország               | 3–3               | Portugália                         |
| -------------------------- | ----------------- | ---------------------------------- |
| Gera 19' Dzsudzsák 47' 55' | (1–1) Jegyzőkönyv | Nani 42' Cristiano Ronaldo 50' 62' |

| Parc Olympique Lyonnais, Lyon Nézőszám: 55 514 Játékvezető: Martin Atkinson (angol) |

| Magyarország | Portugália |

| KA                   | 1  | Király Gábor               |
| JV                   | 2  | Lang Ádám                  |
| KV                   | 20 | Guzmics Richárd 13'        |
| KV                   | 23 | Juhász Roland 28'          |
| BV                   | 3  | Korhut Mihály              |
| KKP                  | 10 | Gera Zoltán 34' 46'        |
| KKP                  | 16 | Pintér Ádám                |
| JSZ                  | 7  | Dzsudzsák Balázs (csk) 56' |
| TKP                  | 6  | Elek Ákos                  |
| BSZ                  | 14 | Lovrencsics Gergő 83'      |
| CS                   | 9  | Szalai Ádám 70'            |
| Cserék:              |    |                            |
| KKP                  | 21 | Bese Barnabás 46'          |
| KKP                  | 11 | Németh Krisztián 70'       |
| CS                   | 18 | Stieber Zoltán 83'         |
| Szövetségi kapitány: |    |                            |
| Bernd Storck         |    |                            |

| KA                   | 1  | Rui Patrício            |
| JV                   | 11 | Vieirinha               |
| KV                   | 3  | Pepe                    |
| KV                   | 6  | Ricardo Carvalho        |
| KV                   | 19 | Eliseu                  |
| BV                   | 15 | André Gomes 61'         |
| KKP                  | 14 | William Carvalho        |
| KKP                  | 8  | João Moutinho 46'       |
| JSZ                  | 10 | João Mário              |
| CS                   | 7  | Cristiano Ronaldo (csk) |
| CS                   | 17 | Nani 81'                |
| Cserék:              |    |                         |
| KKP                  | 8  | Renato Sanches 46'      |
| CS                   | 20 | Ricardo Quaresma 61'    |
| CS                   | 13 | Danilo 81'              |
| Szövetségi kapitány: |    |                         |
| Fernando Santos      |    |                         |

| A mérkőzés játékosa: Cristiano Ronaldo (Portugália) Asszisztensek: Michael Mullarkey (angol) Stephen Child (angol) Negyedik játékvezető: Alekszej Kulbakov (fehérorosz) Asszisztensek (alapvonal): Michael Oliver (angol) Craig Pawson (angol) Tartalék játékvezető: Vitali Maliutsin (fehérorosz) |